# Maria Antonella Barucci
Pour les articles homonymes, voir Barucci.
Maria Antonella Barucci est une astronome italienne.

## Biographie
Elle travaille à l'Institut spatial d'astrophysique de Rome et ensuite à l'Observatoire de Meudon. Elle participe au projet de la sonde Rosetta. Elle reçoit la médaille d'argent de la NASA en 2018 pour ses travaux sur les résultats de la sonde OSIRIS-REx.
Le Centre des planètes mineures la crédite de la découverte de trois astéroïdes, effectuée entre 1984 et 1985, en partie avec la collaboration d'Eleanor Francis Helin et de Roy Scott Dunbar.
L'astéroïde (3485) Barucci lui est dédié,.
| (3362) Khoufou  | 30 août 1984       |
| (3752) Camillo  | 15 août 1985       |
| (15692) 1984 RA | 1er septembre 1984 |